# Elias Klinggräf
Elias Klinggräf (zm. 1717 w Hadze) – hanowerski dyplomata.
W latach 1701–1705 był rezydentem Księstwa Celle w Hadze, równocześnie pełnił tam funkcję rezydenta Elektoratu Hanoweru (od 1701 do 1714). Następnie był posłem nadzwyczajnym (envoyé extraordinaire) Hanoweru w Hadze (1714–1717).